# Gyrinophilus subterraneus
Gyrinophilus subterraneus és una espècie d'amfibi urodel de la família Plethodontidae.

## Distribució
Aquesta espècie és endèmica al sud-est de Virgínia Occidental als Estats Units. Només es troba en el sistemes de coves General Davis al Comtat de Greenbrier i es deteriora greument. La cova del General Davis es forma a l'extrem aigües avall dels 3,5 milles ² de la conca de drenatge de Davis Hollow. Aquesta cova ha estat comprada per The Nature Conservancy i està tancada al públic per tal de protegir aquesta salamandra i una petita colònia de ratpenats.

## Hàbitat
El seu hàbitat natural es troben a carsts de terra endins i a coves. Està amenaçada per la pèrdua d'hàbitat.